# Bhandibhyranahalli, Shikarpur
Bhandibhyranahalli là một làng thuộc tehsil Shikarpur, huyện Shimoga, bang Karnataka, Ấn Độ.